# Latvian Shipping Company
Latvian Shipping Company (en letó:Latvijas kuģniecība) és una empresa naviliera de Letònia amb seu a Riga i fundada el 29 d'octubre de 1940. Cotitza en la NASDAQ OMX Riga. La companyia és propietària de 20 vaixells, amb més de 700 mariners de Letònia. La capacitat de càrrega total de la flota LK és 957.974 tones de pes mort i l'edat mitjana de la flota no supera els 6,5 anys.
L'accionista principal és la Ventspils Nafta (49,94%).